# Пожитово
Пожитово — деревня в Торжокском районе Тверской области. Входит в Мошковское сельское поселение.

## История
В 1853 году деревня носила имя Пожигова и насчитывала 14 дворов.
Согласно «Списку Населённых мест Новоторжского уезда» 1859 года Пожитово — владельческое сельцо, при колодце, от уездного города 23 версты, до станового квартала — 30 вёрст. В деревне было 17 дворов, в которых проживало 89 душ мужского пола и 84 души женского пола.
Согласно «Списку населённых мест Новоторжского уезда» 1889 года деревня относилась к Мошковской волости.
По данным епархиальных сведений за 1901 и 1914 года жители деревни являлись прихожанами церкви Рождества Богородицы села Упирвичи
По данным от 12 июля 1929 года деревня входила в Мошковский сельсовет Новоторжского района.
В конце лета-начале осени 1941 года южнее деревни немецкой авиацией был уничтожен эшелон перевозивший беженцев из Белоруссии.
До 1995 года- деревня Пожитово входила в Мошковский сельсовет.
До 2005 года деревня входила в Мошковский сельский округ.

## Транспорт
В 1874 году открыто движение по железнодорожной ветке Лихославль — Ржев. В деревне действует железнодорожная станция «Пожитово».

## Население
| 2010 |
| ---- |
| 25   |